# Arnold Denker
Arnold Sheldon Denker (New York, 20 febbraio 1914 – Fort Lauderdale, 2 gennaio 2005) è stato uno scacchista statunitense, grande maestro honoris causa.

## Biografia
In gioventù praticò il pugilato, ma poi si dedicò esclusivamente agli scacchi. Si mise in luce vincendo all'età di quindici anni il campionato interscolastico di New York. 
Nel 1940 vinse il campionato del Manhattan Chess Club (lo vincerà altre cinque volte). Vinse il campionato statunitense nel 1944 (realizzando +14 =3 –0 e vincendo anche contro Reuben Fine) e nel 1946, vincendo 6-4 un match contro Herman Steiner. Nel 1946 giocò nel match USA-URSS via radio, ma perse entrambe le partite giocate contro Michail Botvinnik.

## Riconoscimenti
- Ottenne il titolo di maestro internazionale nel 1950, anno di istituzione dei titoli della FIDE.
- Gli fu conferito il titolo di grande maestro honoris causa nel 1981.
- Nel 2004 la United States Chess Federation lo nominò "Dean of American Chess" (decano dello scacchismo americano).